# ألبرت باسكاكوف
ألبرت بافلوفيتش باسكاكوف (1 مارس 1928 - 21 يناير 2015) (بالروسية: Альберт Павлович Баскаков) هو فيزيائي روسي في مجال المعالجة الحرارية.

## مسيرته
ولد في عام 1928 في تفير أوبلاست.
في عام 1950 تخرج من معهد هندسة الطاقة في موسكو.
من 1961 إلى 1963 كان مسؤولا عن مختبر البحوث في فرع الأورال من الأكاديمية الروسية للعلوم، في عام 1964 أصبح رئيس قسم الحرارة الصناعية وهندسة أنظمة الطاقة.